# Fort Chagouamigon
 (novembre 2023).
Si vous disposez d'ouvrages ou d'articles de référence ou si vous connaissez des sites web de qualité traitant du thème abordé ici, merci de compléter l'article en donnant les références utiles à sa vérifiabilité et en les liant à la section « Notes et références ».
Fort Chagouamigon était un poste de traite établi au cours du XVIIIe siècle en Nouvelle-France au début de la baie Chequamegon. L'emplacement du poste se trouvait dans le Wisconsin, proche d'Ashland. Il fut construit en 1659, abandonné, et réoccupé de 1663 à 1670 puis incendié en 1670.

## Historique
Le poste fut construit par Pierre-Esprit Radisson et Médard Chouart des Groseilliers en 1659. Lorsque le gouverneur de la Nouvelle-France les radie de leurs licences de commerce pour avoir refusé de payer les taxes, les deux abandonnent le poste pour aller en Angleterre pour offrir leurs services, et persuader le prince Rupert de financer une expédition à la baie d'Hudson. Le poste fut réoccupé de 1663 à 1670 et fut incendié en 1670.

En 1693, Frontenac charge Pierre-Charles Le Sueur  d'établir un fort à Chagouamigon.

## Emplacement

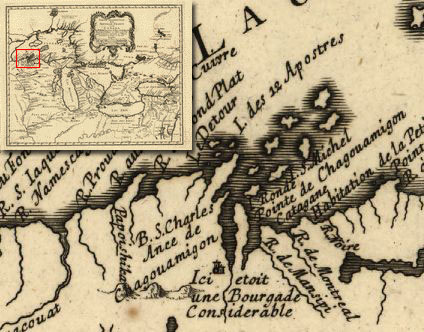
Sur une carte de 1755

Le poste se trouvait au début de la baie Chequamegon. Aujourd'hui, un panneau sur la route 2 témoigne de l'emplacement du poste de traite. Il y a aussi une reproduction du poste située à Bayview Park à la plage de Masalowski.